# محمد الخدیم
محمد الخدیم (انگلیسی: Mohammed Al-Khodaim؛ زادهٔ ۳ ژوئن ۱۹۸۹) بازیکن فوتبال اهل امارات متحده عربی است.